# Gabinete Scheidemann
El gabinete Scheidemann, encabezado por el canciller Philipp Scheidemann, del Partido Socialdemócrata (SPD), fue el primer gobierno nacional elegido democráticamente en Alemania. Asumió el cargo el 13 de febrero de 1919, tres meses después del colapso del Imperio alemán tras la derrota de Alemania en la Primera Guerra Mundial. Aunque la Constitución de Weimar aún no estaba en vigor, generalmente se considera el primer gobierno de la República de Weimar.
Se formó con los miembros elegidos en enero de 1919 para la Asamblea Nacional de Weimar, que debía actuar como parlamento provisional de Alemania y adoptar una constitución para la nueva república. El gabinete se basó en la Coalición de Weimar, compuesta por tres partidos de centroizquierda: el SPD, el Partido de Centro y el Partido Democrático Alemán.
Durante su mandato, el gabinete de Scheidemann tuvo que lidiar con levantamientos de izquierda, sobre todo en Berlín, la cuenca del Ruhr y Baviera, y con movimientos separatistas en la Renania ocupada y en provincias orientales de Prusia como Posen y Silesia. Sin embargo, su mayor desafío fue reaccionar al armisticio de 1918 y a la Conferencia de Paz de París. La tensión entre la indignación por los términos del Tratado de Versalles y las posibles repercusiones de rechazarlo condujo a la disolución del gabinete. Scheidemann, quien había calificado el tratado de «intolerable», dimitió en protesta el 20 de junio de 1919.
Gustav Bauer, también del SPD, encabezó el gabinete homónimo que reemplazó al de Scheidemann.

## Elección y establecimiento

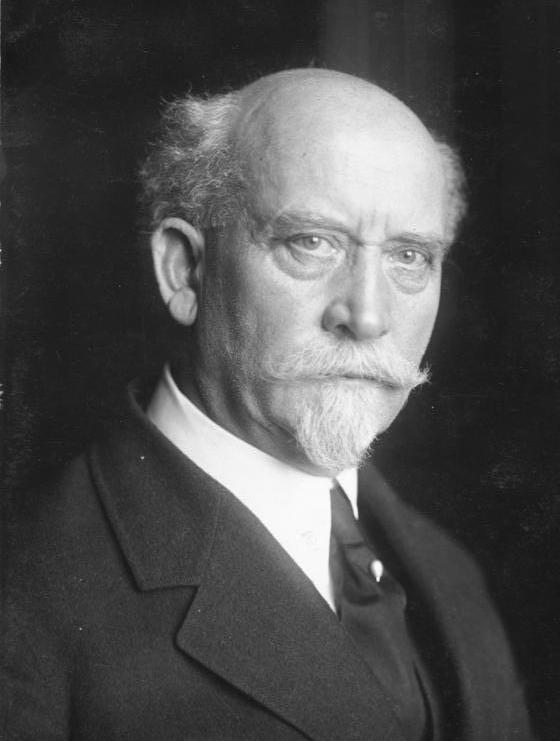
Philipp Scheidemann, Ministro Presidente

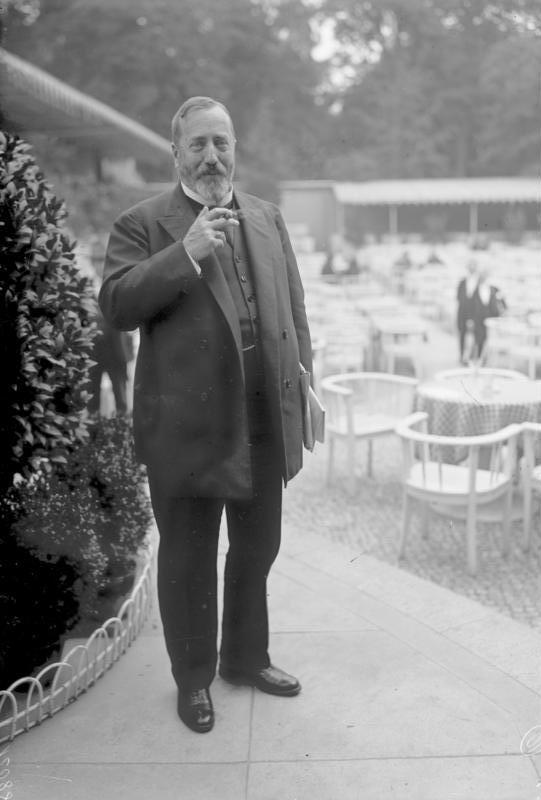
Bernhard Dernburg (DDP), Viceministro Presidente

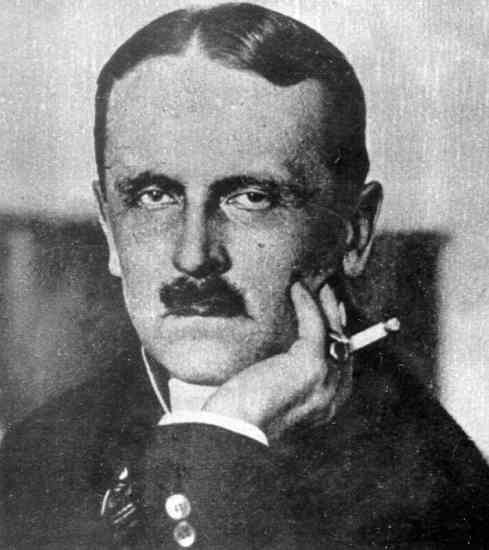
Ulrich von Brockdorff-Rantzau (Indiana), Ministro de Asuntos Exteriores

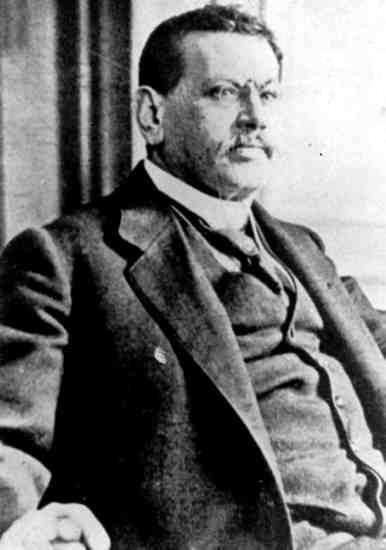
Hugo Preuß (DDP), Ministro del Interior

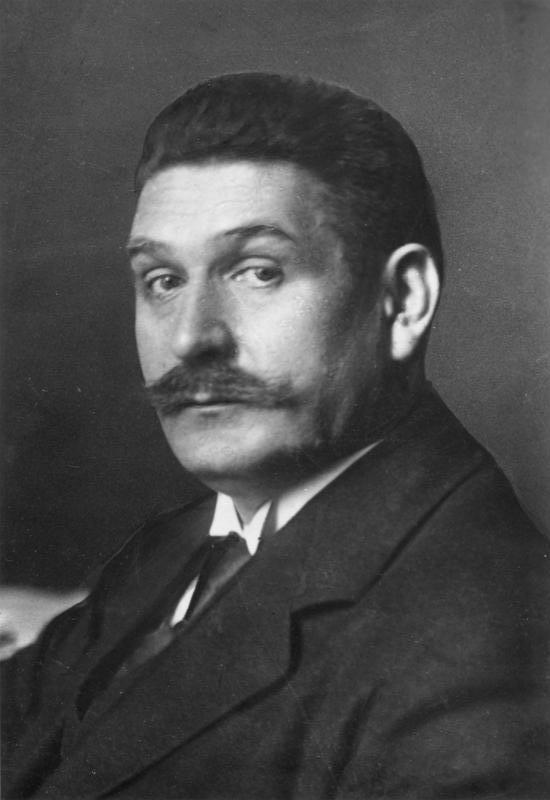
Gustav Bauer (SPD), Ministro de Trabajo

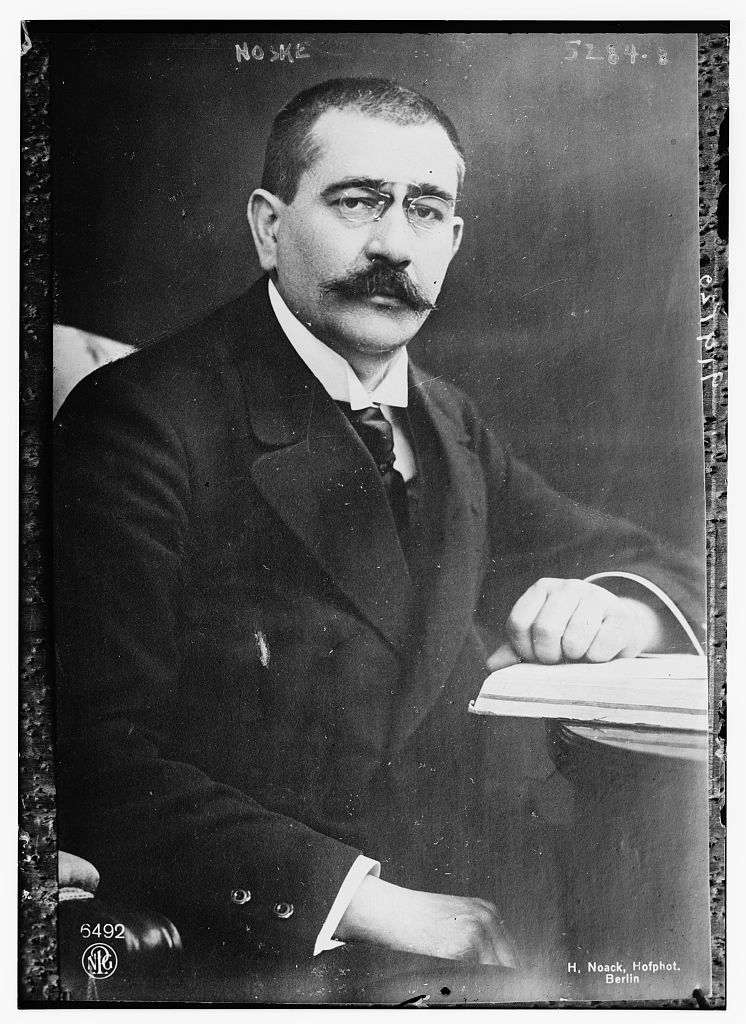
Gustav Noske (SPD), Ministro del Reichswehr

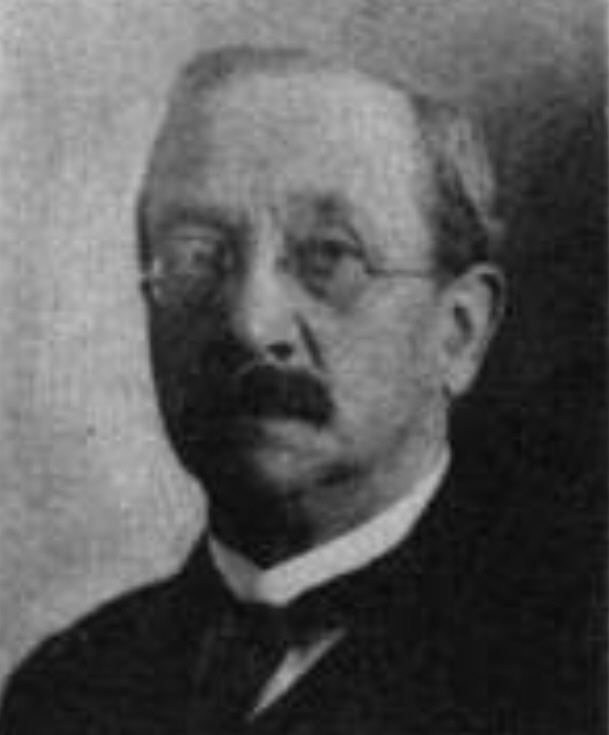
Robert Schmidt (SPD), Ministro de Alimentación y Agricultura

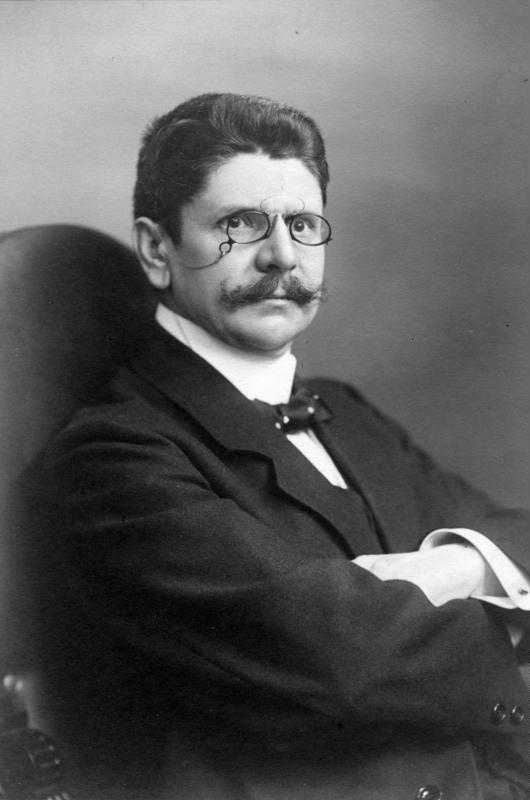
Johannes Bell (centro), Ministro Colonial

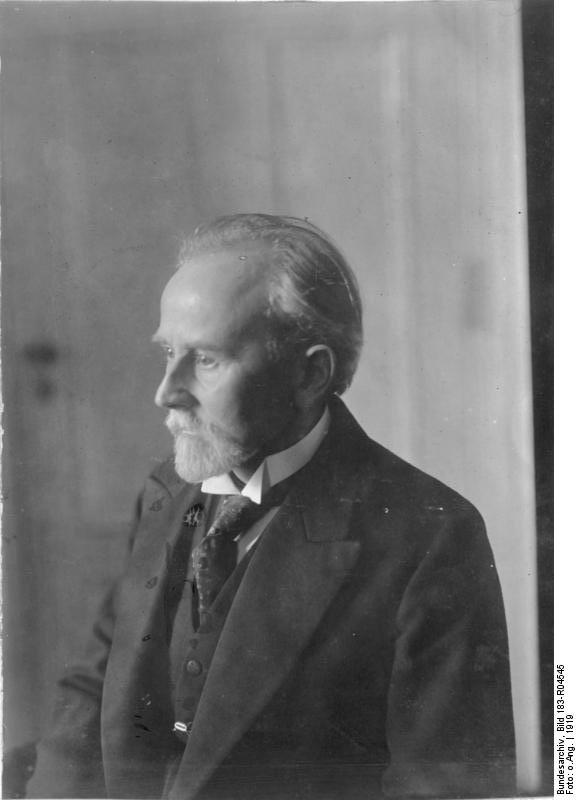
Eduard David (SPD), ministro sin cartera

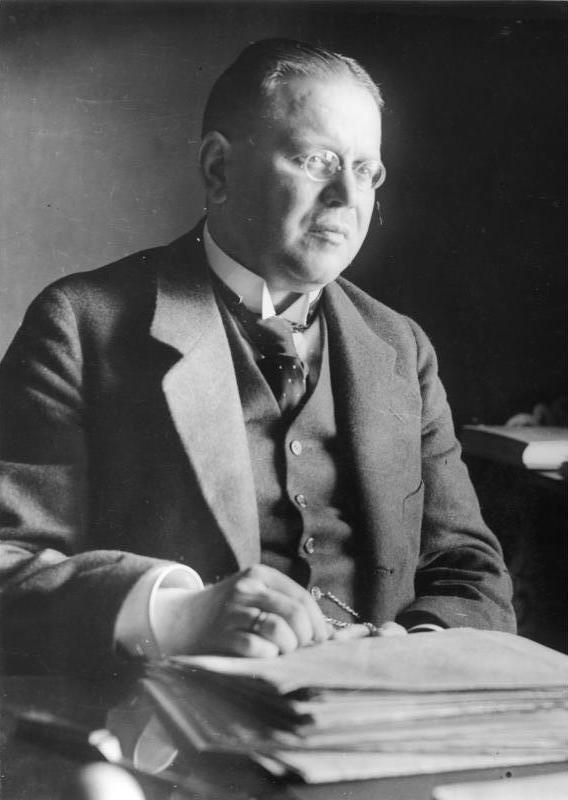
Matthias Erzberger (centro), ministro sin cartera

Tras el colapso del Imperio alemán y los levantamientos de 1918-1919, los alemanes votaron en elecciones para la Asamblea Nacional de Weimar el 19 de enero de 1919. En ese momento, el país estaba gobernado por el Consejo de Comisarios del Pueblo, un gobierno revolucionario formado por miembros del SPD, que había sido el partido más grande en el Reichstag Imperial después de las últimas elecciones en 1912. Las elecciones de enero arrojaron una proporción de votos menor que la esperada para los socialistas (38% para el SPD y 7% para el más radical Partido Socialdemócrata Independiente (USPD); el Partido Comunista Alemán (KPD) boicoteó las elecciones. 
La Asamblea Nacional, reunida en Weimar debido a que las condiciones en la capital, Berlín, se consideraban demasiado caóticas para las deliberaciones y dado que Weimar se asociaba con el Clasicismo de Weimar, actuó como legislatura unicameral y asamblea constituyente de la nueva república.  Tras su sesión inaugural el 6 de febrero, aprobó una constitución provisional denominada Ley del Poder Provisional del Reich. Friedrich Ebert (SPD), presidente del Consejo de Comisarios del Pueblo, fue elegido presidente interino, o jefe de Estado, el 11 de febrero. Ese mismo día, Ebert solicitó a su colega diputado Philipp Scheidemann (SPD) que formara el nuevo gobierno, denominado en la ley como Ministerio del Reich. 
En ese momento, las negociaciones de coalición llevaban tiempo en curso. El SPD mantenía conversaciones con el DDP y el Partido del Centro y supeditaba la cooperación a la aceptación por parte de los partidos "burgueses" de una forma de Estado republicana, una política fiscal severamente dirigida a la riqueza y la socialización de las industrias "adecuadas". Aunque el SPD contactó con el USPD, Ebert, según se informa, afirmó que había mantenido conversaciones con la extrema izquierda solo para que asumieran la responsabilidad del fracaso de las mismas. Por su parte, el DDP no habría aceptado una coalición con el USPD. 
Las negociaciones fueron difíciles y prolongadas. La presidencia de la Asamblea Nacional fue particularmente disputada y casi provocó el fracaso de las conversaciones. Finalmente se acordó que Eduard David (SPD), quien fue el primer presidente de la Asamblea, dimitiría y, en compensación, se incorporaría al gabinete, dando paso al expresidente del Reichstag Imperial, Constantin Fehrenbach (Partido de Centro), para presidir la Asamblea. 
Aparte del propio Ebert, quien dijo que prefería el cargo más representativo de jefe de Estado, Scheidemann era el claro favorito para convertirse en jefe de gobierno. Con la excepción de Ebert, todos los demás diputados del Consejo se unieron al nuevo gabinete. Gustav Noske, que anteriormente había estado a cargo de los asuntos del Ejército y la Marina, se convirtió en ministro de la Reichswehr (fuerzas armadas). Otto Landsberg, el principal pensador legal del Consejo, se convirtió en ministro de Justicia. Rudolf Wissell había estado a cargo de los asuntos económicos y mantuvo la cartera. Gustav Bauer había sido miembro del gabinete de Baden a cargo del recién formado Ministerio de Trabajo, cargo que mantuvo durante la revolución. Robert Schmidt (ministro de Alimentación y Agricultura) y Eduard David, sin cartera pero encargado de investigar la responsabilidad de Alemania en el desencadenamiento de la Gran Guerra, completaron los miembros del SPD del gabinete. 
Frente a siete miembros del SPD, había tres del DDP (Hugo Preuß, Georg Gothein y Eugen Schiffer ) y tres del Partido de Centro (Johannes Giesberts, Johannes Bell y Matthias Erzberger). Schiffer había sido miembro del Partido Nacional Liberal y secretario de Estado del Ministerio de Hacienda en el Imperio, pero se unió al DDP tras la Revolución de Noviembre. Erzberger había sido miembro del gabinete de Baden, había negociado el Armisticio en noviembre de 1918 y seguía a cargo de las negociaciones con los Aliados. 
En las negociaciones de coalición, Ulrich von Brockdorff-Rantzau fue considerado miembro del DDP, aunque no pertenecía al partido. Era diplomático de carrera, y en enero de 1919 Ebert y Scheidemann le pidieron que asumiera el Ministerio de Exteriores. 
Además de estos catorce políticos, había tres militares que tenían un asiento ex officio en la mesa del gabinete, pero no derecho a voto en sus decisiones. Eran el ministro de Guerra prusiano, desde principios de enero de 1919, el coronel Walther Reinhardt; el teniente coronel Joseph Koeth, quien dirigía el Ministerio de Desmovilización Económica (es decir, estaba a cargo de la transición de una economía de guerra a una economía de tiempos de paz); y el jefe de la Armada. Inicialmente, este último cargo lo ocupaba el secretario de estado interino de la Armada, quien no tenía ninguna posición oficial en el gabinete. Tras la disolución de la Oficina de la Armada Imperial y su reemplazo por el Almirantazgo en marzo de 1919, el jefe del Almirantazgo , Adolf von Trotha, se convirtió en miembro sin derecho a voto del gabinete. 
Dos características del gabinete eran notables: el equilibrio de poder entre siete miembros del SPD y siete representantes (si Brockdorff-Rantzau se contabiliza como DDP) de los partidos "burgueses", y la fuerte continuidad en el personal de gobierno, especialmente considerando que el país acababa de atravesar una revolución. Siete miembros del gabinete de Scheidemann habían sido secretarios de Estado o subsecretarios durante el último gobierno imperial de Max von Baden (el propio Scheidemann, Schiffer, Bauer, Schmidt, Giesberts, David y Erzberger). Otros seis habían ocupado cargos en el Consejo de Diputados del Pueblo (Brockdorff-Rantzau, Preuß, Wissell, Noske, Landsberg y Koeth). Entre los socialdemócratas, predominaban los moderados o conservadores "reformistas". Esta configuración permitió al gobierno aprovechar una considerable experiencia en gobierno y administración, pero subrayó la distancia entre el gobierno y algunas de las fuerzas impulsoras de la revolución, en particular los sindicatos, la extrema izquierda y muchos trabajadores comunes. No obstante, el gabinete de Scheidemann se basó en partidos que representaban a más del 75% del electorado. Ningún otro gobierno de la República de Weimar alcanzaría jamás una mayoría mayor en el parlamento (el Reichstag ). 

## Miembros
Los miembros del gabinete (conocido colectivamente como el Ministerio del Reich) eran los siguientes:
| Función                                                         | Ministro                      | Asumió                | Renunció            | Partido | Partido           |
| --------------------------------------------------------------- | ----------------------------- | --------------------- | ------------------- | ------- | ----------------- |
| Primer Ministro                                                 | Philipp Scheidemann           | 13 de febrero de 1919 | 20 de junio de 1919 |         | SPD               |
| Vicecanciller                                                   | Eugen Schiffer                | 13 de febrero de 1919 | 19 de abril de 1919 |         | DDP               |
| Vicecanciller                                                   | Bernhard Dernburg             | 30 April 1919         | 20 de junio de 1919 |         | DDP               |
| Ministro del Exterior                                           | Ulrich von Brockdorff-Rantzau | 13 de febrero de 1919 | 20 de junio de 1919 |         | Independiente     |
| Ministro del Interior                                           | Hugo Preuß                    | 13 de febrero de 1919 | 20 de junio de 1919 |         | DDP               |
| Ministro de Justicia                                            | Otto Landsberg                | 13 de febrero de 1919 | 20 de junio de 1919 |         | SPD               |
| Ministro de Trabajo                                             | Gustav Bauer                  | 13 de febrero de 1919 | 20 de junio de 1919 |         | SPD               |
| Ministro de la Reichswehr                                       | Gustav Noske                  | 13 de febrero de 1919 | 20 de junio de 1919 |         | SPD               |
| Ministro de Economía                                            | Rudolf Wissell                | 13 de febrero de 1919 | 20 de junio de 1919 |         | SPD               |
| Ministro de Finanzas                                            | Eugen Schiffer                | 13 de febrero de 1919 | 19 de abril de 1919 |         | DDP               |
| Ministro de Finanzas                                            | Bernhard Dernburg             | 19 de abril de 1919   | 20 de junio de 1919 |         | DDP               |
| Ministro del Tesoro                                             | Georg Gothein                 | 21 de marzo de 1919   | 20 de junio de 1919 |         | DDP               |
| Ministro de Alimentación y Agricultura                          | Robert Schmidt                | 13 de febrero de 1919 | 20 de junio de 1919 |         | SPD               |
| Ministro de Correos                                             | Johannes Giesberts            | 13 de febrero de 1919 | 20 de junio de 1919 |         | Partido de Centro |
| Ministro Colonial Imperial                                      | Johannes Bell                 | 13 de febrero de 1919 | 20 de junio de 1919 |         | Partido de Centro |
| Ministro sin cartera                                            | Eduard David                  | 13 de febrero de 1919 | 20 de junio de 1919 |         | SPD               |
| Ministro sin cartera                                            | Matthias Erzberger            | 13 de febrero de 1919 | 20 de junio de 1919 |         | Partido de Centro |
| Ministro sin cartera                                            | Georg Gothein                 | 13 de febrero de 1919 | 21 de marzo de 1919 |         | DDP               |
| Ministro para la Desmovilización Económica (sin derecho a voto) | Joseph Koeth                  | 13 de febrero de 1919 | 30 April 1919       |         | Independiente     |
| Ministro de Guerra (sin derecho a voto)                         | Walther Reinhardt             | 13 de febrero de 1919 | 20 de junio de 1919 |         | Independiente     |
| Jefe del Almirantazgo (sin derecho a voto)                      | Adolf von Trotha              | 27 de marzo de 1919   | 20 de junio de 1919 |         | Independiente     |

## Posición jurídica y diferencias con otros gabinetes del Reich alemán
La posición legal del gabinete Scheidemann era diferente a la de sus predecesores bajo el Imperio y a la de los que le sucedieron. Dado que se creó para operar únicamente como gobierno de transición hasta la entrada en vigor de la nueva constitución, su carácter era provisional e improvisado. La Ley del Poder Provisional del Reich  que lo estableció era bastante vaga en muchos aspectos. El papel del gabinete se mencionaba únicamente de la siguiente manera: 
- §2: Para presentar propuestas gubernamentales a la Asamblea Nacional, se requería la aprobación del Comité de Estados, la cámara en la que estaban representados los estados. Si no se lograba consenso entre el gabinete y el Comité de Estados, se presentarían ambas versiones.
- §3: Los miembros del Gobierno tenían derecho a asistir a las sesiones de la Asamblea Nacional y a hablar en ellas en cualquier momento.
- §8: Para fines de gobernanza, el presidente debía nombrar un ministerio gubernamental que se encargaría de todos los organismos gubernamentales, incluido el Oberste Heeresleitung (OHL). Los ministros debían contar con la confianza de la Asamblea Nacional.
- §9: Todos los decretos y órdenes ejecutivas del presidente requerían la firma de un ministro. Los ministros eran responsables ante la Asamblea Nacional de la gestión de sus asuntos.

No estaba claro cuáles serían las consecuencias si un ministro perdía la confianza de la Asamblea Nacional. La diferencia más obvia con el sistema del antiguo Imperio y con los futuros gabinetes bajo la Constitución de Weimar era que el gobierno se basaba en el principio de igualdad entre todos sus miembros (un gabinete colegiado). Dado que el ministro presidente (equivalente al canciller bajo la Constitución de Weimar) no se mencionaba en la ley, carecía de poderes especiales y de verdadera legitimidad. De hecho, no era mucho más que un moderador. En cambio, bajo el antiguo sistema, todos los secretarios de estado reportaban directamente al canciller. Este era el único "ministro" y respondía ante el emperador y, tras la reforma constitucional de octubre de 1918, ante el Reichstag. 
La Ley de Transición del 4 de marzo de 1919  aclaró la posición jurídica del cuerpo legal vigente y su relación con las leyes aprobadas por la Asamblea Nacional. También estipuló que la antigua constitución imperial seguía vigente a menos que contradijera una ley más reciente. La posición constitucional del Reichstag fue asumida por la Asamblea Nacional, la del Bundesrat por el Comité de los Estados, el emperador fue reemplazado por el presidente y el ministerio reemplazó al canciller. Los poderes previamente conferidos a la posición centralizada del canciller se distribuyeron entre todos los miembros del gabinete, quienes eran responsables independientes de sus carteras. Esto jugó un papel crucial en las disputas y la falta de cooperación que se convertirían en un rasgo distintivo del gabinete Scheidemann. 
Finalmente, el Decreto del Presidente del Reich sobre el Establecimiento y la Designación de las Autoridades Supremas del Reich, del 21 de marzo de 1919  estableció las diversas carteras dentro del gobierno. Además, añadió una nueva y confusa contradicción al asignar la responsabilidad de "dirigir los asuntos del Reich" al ministerio del Reich, mientras que la Ley de Transición original había asignado la tarea al presidente. El decreto también mencionó al ministro presidente por primera vez. 

## Seguridad interna y externa
Como lo demostró ampliamente el levantamiento espartaquista en Berlín, la situación de la seguridad interior en Alemania seguía siendo muy inestable a principios de 1919. Poco después de la toma de posesión del gabinete, estallaron en la capital lo que se conoció como las Batallas de Berlín de marzo. Además de estos desafíos, casi de guerra civil, al gobierno parlamentario por parte de los Consejos de Trabajadores y Soldados de izquierda que pretendían instaurar una república soviética (Räterepublik), existían movimientos separatistas en marcha en varias partes del país. Por lo tanto, una de las principales tareas del gobierno era restablecer el orden público y garantizar que la población de toda Alemania lo aceptara como autoridad legítima. 

### Levantamientos de izquierda
El sólido desempeño de los partidos de la Coalición de Weimar en las elecciones del 19 de enero de 1919 fue una decepción para la izquierda radical, después de que el KPD y el USPD se enfurecieran aun más contra el gobierno por la sangrienta represión del levantamiento espartaquista. Entre febrero y mayo de 1919 se produjeron numerosas huelgas salvajes (es decir, sin autorización sindical), levantamientos armados y ocupaciones de plantas (especialmente en la industria minera en los alrededores de Halle y en el Ruhr ). Los trabajadores y sus líderes exigieron la preservación y expansión del sistema de consejos, la socialización de industrias clave, la democratización del ejército a través de consejos de soldados, salarios más altos y mejores condiciones laborales.  El gobierno utilizó tropas paramilitares y regulares para aplastar los levantamientos de izquierda y las repúblicas de consejos. En febrero, las fuerzas gubernamentales ocuparon los puertos del Mar del Norte. También en febrero, los Freikorps y unidades regulares se trasladaron al centro de Alemania y posteriormente ocuparon Gotha y Halle. En abril fueron tomadas Magdeburgo, Helmstadt y Braunschweig, seguidas de Leipzig y Eisenach en mayo y Erfurt en junio. 
En Berlín, los partidos de izquierda radical organizaron una huelga general para lograr la democratización de las fuerzas armadas. El KPD intentó convertir la huelga en una insurrección. Esto resultó en la declaración del estado de emergencia. El 9 de marzo, el ministro de la Reichswehr, Gustav Noske, con poderes ejecutivos, autorizó al ejército y a la policía a disparar al instante a cualquiera que se encontrara combatiendo con armas a las tropas gubernamentales. Alrededor de 1.000 personas murieron en las confrontaciones. 

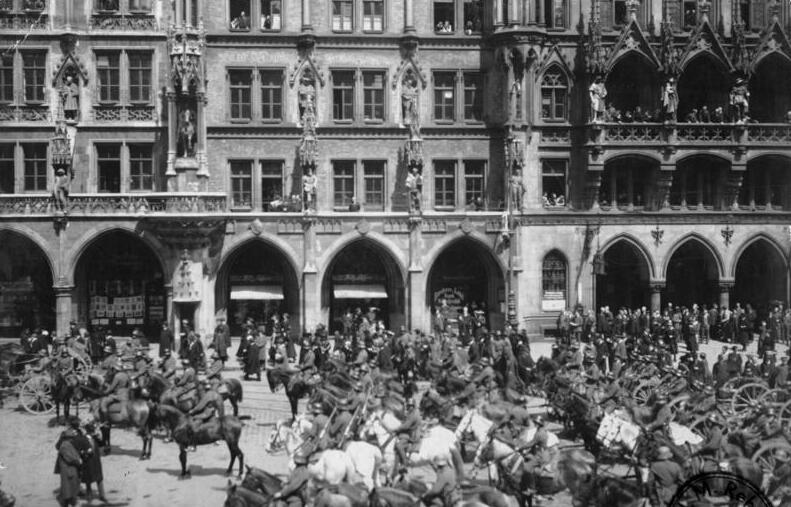
Las tropas gubernamentales entran en Múnich

En Baviera se había declarado una república de consejos llamada la República Soviética de Baviera, y el gobierno previó un grave riesgo de que el estado se separara de Alemania. A mediados de abril, el gobierno intervino militarmente y Múnich fue tomada el 1 de mayo.  Una vez más, cientos de personas, incluidos muchos civiles, murieron en los combates.  Los levantamientos de izquierda fueron acompañados de huelgas generalizadas que escalaron hasta convertirse en una especie de guerra civil en algunas partes del país, especialmente en la cuenca del Ruhr. Las huelgas y las consiguientes perturbaciones económicas representaron una grave amenaza para la estabilidad de Alemania, ya que el suministro de alimentos a la población era ya precario. Dado que los Aliados habían amenazado con cortar los envíos de alimentos a una Alemania en huelga y cualquier pérdida de ingresos fiscales dificultaría aún más el cumplimiento de sus demandas, las huelgas pusieron en peligro directamente las negociaciones sobre la prórroga del armisticio. 

### Movimientos separatistas
En el oeste, la Renania ocupada se había transformado por el armisticio en una zona donde el gobierno alemán carecía de poder efectivo. El sentimiento antiprusiano y profrancés era fuerte entre algunos miembros de la clase media renana, y las fuerzas de ocupación francesas y belgas lo aprovecharon para fomentar tendencias separatistas. El gabinete podía reaccionar a las solicitudes de ayuda o acción de esa parte del país principalmente mediante declaraciones y notas de protesta dirigidas a los Aliados o mediante agitación pública. El alcance incluso para estas respuestas era limitado, ya que los Aliados podrían haberlas considerado violaciones del armisticio. El nombramiento por parte del gobierno de un comisionado del Reich y del Estado para el territorio ocupado fue solo un gesto político. El gobierno tuvo que actuar a través de otros canales, como los delegados de la Asamblea Nacional de la zona, dignatarios locales o las organizaciones locales de los partidos de la Coalición de Weimar. 
La situación era aún más complicada en las provincias orientales de Prusia. Había evidentes grupos separatistas en acción, aunque paradójicamente surgían de sentimientos patrióticos. Burócratas, oficiales, consejos populares alemanes (creados en respuesta a instituciones similares entre los polacos) y refugiados de Posen desarrollaban diversas ideas para un Estado oriental alemán o germano-polaco (Oststaat) en caso de firmarse el Tratado de Versalles. Aunque los planes eran inconsistentes y contradictorios, la idea general era que, al salir temporalmente de Alemania, estas partes  Prusia Oriental, Prusia Occidental, el Distrito Netze, Silesia y Posen) afrontarían los desafíos políticos y militares planteados por la Sublevación de Gran Polonia sin verse sujetas a las trabas diplomáticas impuestas a la propia Alemania. También se planteó la creación de un nuevo Estado que incorporara Prusia Oriental y Occidental, así como Livonia, Curlandia y Lituania, basándose en ideas previas de un Ducado Unido del Báltico. 
En ese momento, la provincia de Posen estaba casi completamente ocupada por fuerzas polacas. A pesar del armisticio germano-polaco, se produjeron constantes escaramuzas a lo largo de la línea de control. La concentración de tropas en ambos bandos amenazaba con agravar la situación y, debido a la relativa fuerza de las fuerzas involucradas, parecía probable una reconquista de Posen y posiblemente incluso nuevos avances de las tropas alemanas. Aunque esto era principalmente un problema para el gobierno de Prusia, el gabinete tuvo que abordar el asunto debido al peligro de acciones no autorizadas por parte del ejército alemán o de los refugiados de Posen. Inicialmente, el gabinete intentó apaciguar a los separatistas con gestos políticos, pero pronto tuvo que reevaluar la situación, considerándola más grave. Consideró canalizar las fuerzas políticas de las provincias orientales hacia un plebiscito sobre la permanencia en Alemania. El gobierno prusiano se opuso al plan, temiendo que la mayoría decidiera no continuar en el Reich. La idea del plebiscito fue entonces descartada. La oposición del gabinete (especialmente de Gustav Noske), del presidente Friedrich Ebert y de Wilhelm Groener, del Alto Mando del Ejército en Kolberg, ayudó a evitar una secesión o un movimiento militar unilateral contra Polonia en el verano de 1919. Sin embargo, el ministro de Guerra prusiano, Walther Reinhardt, había sido un firme partidario del plan para un Estado oriental.  

## Políticas económicas

### Cuestiones generales
Un tema importante de controversia en el gabinete fue la política económica, en particular la elección fundamental del sistema económico que prevalecería en la nueva república. El SPD era todavía un partido socialista en aquel entonces, basado en las ideas marxistas establecidas en el Programa de Erfurt de 1891: una vez que el proletariado tomara el control del gobierno, las grandes empresas industriales debían ser socializadas (nacionalizadas) para lograr la "socialización de los medios de producción". El radicalismo del enfoque se vio atenuado en cierta medida por la teoría del "revisionismo", por aquel entonces dominante en el SPD. Se centraba en el progreso reformista a corto plazo, más que en el logro de objetivos a largo plazo mediante la acción revolucionaria. 
En cambio, los ministros del DDP y algunos miembros del Partido de Centro (especialmente Matthias Erzberger) defendían una visión liberal y de economía de mercado. Según este enfoque, el objetivo principal de la política económica era maximizar la productividad. Esto implicaba un rápido desmantelamiento de la economía planificada que se había creado durante los años de guerra, así como el fin de los controles de capital y de divisas, así como de las barreras comerciales. 
La situación se complicó aun más debido a una tercera corriente de pensamiento de muchos en el Ministerio de Economía en aquel momento, en particular la de Walther Rathenau y Wichard von Moellendorff. El concepto de política económica común combinaba los derechos de propiedad privada con un fuerte componente de planificación central y una sindicación forzada (es decir, una asociación) de industrias organizada por el Estado. Todos los involucrados en los procesos de producción, incluidos los trabajadores, debían participar en la administración de las industrias. El control gubernamental del comercio exterior también era un aspecto clave de la política. 
Los tres enfoques de la política económica eran prácticamente excluyentes. Gustav Bauer (Ministerio de Trabajo) y Richard Schmidt (Ministerio de Agricultura y Alimentación) compartían puntos de vista basados en el Programa de Erfurt del SPD. Georg Gothein (Ministerio de Hacienda) y Eugen Schiffer y Bernhard Dernburg (Ministerio de Finanzas) eran liberales pro-mercado. Rudolf Wissell (Ministerio de Economía) abogaba por la política económica común. Para evitar una confrontación seria, los socios de coalición mantuvieron las políticas económicas del gabinete intencionadamente vagas. Esto se hizo evidente en la declaración gubernamental de Scheidemann del 13 de febrero, que evitó por completo temas como el comercio exterior y la moneda. Si bien evitó un enfrentamiento por las diferencias internas del gabinete, significó que las decisiones importantes sobre política económica no las tomaba este, sino que se dejaban en manos de ministros individuales, quienes a menudo entraban en conflicto entre sí. Esta tendencia se vio reforzada por la igualdad constitucional de los ministros. Una consecuencia directa fueron las agrias disputas sobre quién estaba a cargo de cuestiones políticas específicas, agravadas por las animosidades personales entre algunos ministros. 
La declaración del gobierno de Scheidemann incluía políticas como mejoras en los estándares educativos, el establecimiento de un ejército popular, provisión adecuada para las viudas de guerra y los militares heridos de guerra, el establecimiento del derecho universal de asociación en la constitución, la adquisición de nuevas tierras para asentamientos, fuertes impuestos sobre las ganancias de la guerra y el inicio de la mejora planificada "de la salud pública, la protección de las madres y el cuidado de los niños y jóvenes". 
En marzo de 1919, las huelgas en la cuenca del Ruhr, el centro de Alemania y Berlín llevaron al gobierno a anunciar medidas apaciguadoras más acordes con las ideas de Wissell que con los enfoques liberales o socialistas. Wissell aprovechó la oportunidad para impulsar un programa de socialización, así como normas para las industrias del carbón y la potasa. Esta sería la primera y única victoria para los defensores de la política económica común. En abril, una ley que debía regular la industria papelera fue modificada sustancialmente por el gabinete y posteriormente rechazada por la Asamblea Nacional. 
En mayo, los miembros del gabinete del DDP intentaron controlar al Ministerio de Economía aprovechando un conflicto entre Wissell y Schmidt en torno a la política comercial internacional. El Acuerdo de Bruselas (marzo de 1919) con los Aliados regulaba las importaciones de alimentos de las que Alemania dependía. Para garantizar la disponibilidad de fondos para la importación de alimentos, el gabinete creó un comité llamado el Comité Económico Dictatorial, integrado por Wissell, Gothein y Schmidt. Se requerían dos votos para aprobar una decisión. Las decisiones del comité sobre comercio y divisas tendrían el mismo poder vinculante que los decretos del gabinete. Wissell era superado regularmente por los otros dos. El 6 de mayo, Dernburg anunció públicamente que el comité eliminaría las estructuras industriales coercitivas de la guerra, un pilar fundamental de las políticas de Wissell. Al día siguiente, Wissell escribió una nota de protesta a Scheidemann, exigiendo un gabinete exclusivamente compuesto por el SPD y amenazó con dimitir. También presentó un memorando y un programa de acción que resumía el enfoque de la política económica común. Schmidt y Gothein respondieron presentando memorandos opuestos. Antes de que la disputa se intensificara, los Aliados informaron a los alemanes sobre el contenido del Tratado de Versalles, y el gabinete centró su atención en ese asunto. Wissell se mantuvo a la defensiva frente a quienes favorecían la liberalización del comercio exterior y no logró imponer sus puntos de vista. Logró una especie de alto el fuego sobre la abolición del control de divisas el 7 de junio, cuando el gabinete solo iba a estar en funciones dos semanas más. 
Las diferencias en política económica dentro del gabinete eran lo suficientemente profundas como para haber provocado la ruptura de la coalición tarde o temprano si la cuestión del Tratado de Versalles no hubiera provocado su dimisión. No obstante, la economía fue el único ámbito político en el que el gabinete involucró una reflexión a medio y largo plazo. Por lo demás, el gabinete se ocupó principalmente de abordar asuntos urgentes a corto plazo (por ejemplo, la asistencia a desempleados, veteranos y heridos, o la grave escasez de trabajadores agrícolas) y de tomar decisiones puntuales. 

### Política fiscal
El enfoque ad hoc se aplicó en particular a la política fiscal. Transformar las finanzas alemanas de un estado de guerra a uno de paz, abordar el enorme aumento de la deuda pública causado por la guerra y reducir el cuantioso déficit presupuestario fueron retos abrumadores. Sin embargo, cualquier enfoque sistemático era imposible dada la incertidumbre sobre el contenido del tratado de paz. El gobierno no conocía la carga futura de las reparaciones ni, dada la perspectiva de pérdidas territoriales, la futura capacidad productiva de Alemania. Una reforma fiscal significativa habría requerido la transferencia de competencias tributarias (como la renta, las sociedades y las herencias) de los estados individuales al gobierno central, ya que bajo el Imperio, este dependía de las contribuciones fiscales de los estados. Dado que era previsible la oposición de los estados, cualquier avance en esa dirección era improbable hasta la entrada en vigor de los cambios fundamentales de la nueva constitución. Por lo tanto, la reforma fiscal solo se llevó a cabo después de la promulgación de la Constitución de Weimar (las reformas financieras de Erzberger), pero Schiffer y Dernburg realizaron una importante labor preparatoria, y el gabinete de Scheidemann debatió sus propuestas. Algunos de los proyectos de ley fueron presentados en la Asamblea Nacional durante el gobierno de Scheidemann, pero sólo fueron debatidos después de su dimisión. 

### Política social
La falta de recursos fiscales, sumada a las opiniones contradictorias en el gabinete, también impidió nuevas iniciativas en política social, lo que contrastaba con el enfoque activista adoptado por su predecesor, el Consejo de Diputados del Pueblo, de tendencia socialista. Entre las leyes preparadas, pero no debatidas ni aprobadas por el gabinete, se encontraban la codificación de toda la legislación laboral y un primer borrador de la ley sobre comités de empresa. Las medidas a corto plazo eran competencia del Ministerio de Desmovilización Económica, quien estaba autorizado a tomar la mayoría de las decisiones mediante decreto simple, sin necesidad de una decisión del gabinete. Tras su disolución, las competencias pasaron a los ministerios competentes; en el caso de la política social, al Ministerio de Trabajo. 

## Política exterior, armisticio y Conferencia de Paz de París
La política exterior a principios de 1919 se centró en el armisticio y el posterior tratado de paz. En aquel momento, Alemania mantenía relaciones diplomáticas únicamente con unos pocos países neutrales (como Suiza y los Países Bajos), Austria y algunos países de Europa del Este. Las relaciones con estos últimos se vieron influenciadas principalmente por la presencia de tropas alemanas en los países bálticos, según el artículo XII del Armisticio (que exigía que las fuerzas alemanas permanecieran en sus posiciones como baluarte contra los avances soviéticos).  

### Negociaciones de armisticio
Desde noviembre de 1918, una comisión permanente, dirigida por Matthias Erzberger, estaba negociando con los Aliados la interpretación de los artículos acordados y la prolongación del armisticio (se extendió el 13 de diciembre de 1918, el 16 de enero de 1919 y el 16 de febrero de 1919). 
El 16 de febrero, el gabinete votó a favor de rechazar las condiciones para la tercera prórroga del armisticio sugeridas por el ministro de Asuntos Exteriores, Brockdorff-Rantzau. Se consideró inaceptable que se impidiera a los alemanes resistir la acción militar polaca en Posen y en otros lugares mientras los Aliados se negaran a garantizar el fin de las hostilidades por parte de los polacos. Si bien el ministro de Asuntos Exteriores estaba dispuesto a abstenerse de cualquier acción militar ofensiva, consideraba que la aceptación formal de una línea de control constituía una pérdida degradante de soberanía y que la nueva política de los Aliados respecto a Polonia violaba los Catorce Puntos de Wilson. La intervención de los líderes de los partidos de la coalición provocó un cambio de opinión, y el gabinete decidió firmar la tercera prórroga (esta vez indefinida).   Brockdorff-Rantzau consideró la posibilidad de dimitir. El gabinete decidió entregar una nota de protesta a los Aliados, y la versión final de la prolongación incluyó algunos de los cambios en la línea de control solicitados por el lado alemán. 
Posteriormente, el gabinete dejó en manos de la comisión de Erzberger la negociación con los Aliados sobre la situación en Posen. De igual manera, el gabinete no participó activamente en la Convención de Alimentos de Bruselas del 14 de marzo de 1919, que aseguró el suministro de alimentos aliados a Alemania, que era muy necesario. En cambio, trató extensamente la cuestión de si trasladar el Ejército Azul Polaco de Francia a Polonia por mar, vía Danzig, debido a la preocupación de que pudiera apoderarse de Prusia Occidental y, por consiguiente, causar la pérdida de una segunda provincia a Polonia antes del tratado de paz definitivo. Finalmente, las tropas fueron transportadas a través de Alemania por tierra (lo que aún suscitó un gran resentimiento entre los alemanes de Posen). 

### Conferencia de París y tratado de paz

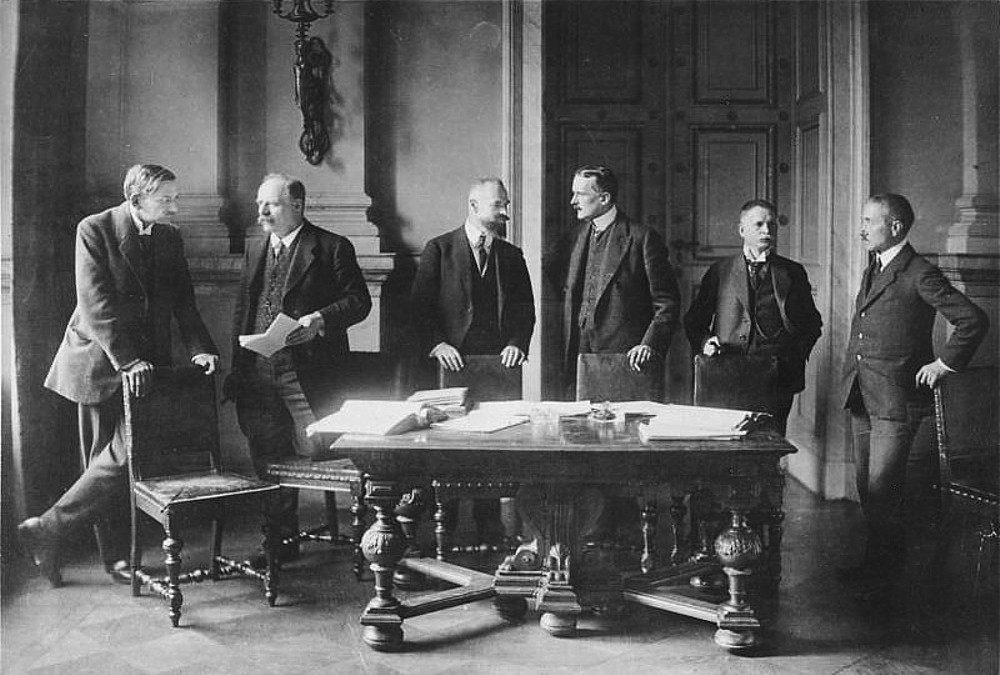
La delegación alemana en la conferencia de París. De izquierda a derecha, Walther Schücking, Johannes Giesberts, Otto Landsberg, Ulrich von Brockdorff-Rantzau, Robert Leinert, Karl Melchior (1919)

El gabinete se centró principalmente en el tratado de paz. De un total de 450 puntos en las actas oficiales del gabinete, 170 abordaban este tema. A diferencia de cómo se gestionó la comisión de armisticio, lo que le permitió convertirse en una especie de gobierno paralelo, el gabinete debía controlar directamente a la delegación de paz. Esta tendría autoridad para negociar únicamente dentro de los límites de los catorce puntos (según la interpretación alemana). Cualquier cosa que fuera más allá requería la aprobación del gabinete, especialmente la decisión fundamental sobre la aceptación o el rechazo del tratado. 
Así pues, el gabinete se sostenía en dos premisas básicas: que habría negociaciones y que estas se basarían en los catorce puntos de Wilson. No hay pruebas de que se hubieran elaborado planes alternativos para la delegación en caso de que las expectativas resultaran erróneas. La principal razón de tales expectativas fue la información errónea que alimentaba ilusiones. El gobierno alemán desconocía prácticamente por completo lo decidido en París en las negociaciones entre los Aliados y sus estados asociados. Las principales fuentes de información del gabinete eran la prensa y los informes del personal diplomático de países neutrales, ambos basados en gran medida en rumores. 
Los preparativos para las negociaciones de paz habían comenzado bajo la dirección de Brockdorff-Rantzau incluso antes de la formación del gabinete. Para el 27 de enero de 1919, el Consejo de Diputados del Pueblo contaba con un borrador inicial sobre la postura alemana. Este fue modificado en múltiples ocasiones antes de ser finalizado el 21 de abril de 1919 como "Directrices para los Negociadores de Paz Alemanes". El 21 y 22 de marzo de 1919, el gabinete debatió extensamente cada punto, y las actas de la reunión muestran diferencias significativas de postura entre sus miembros. 
También se habían resuelto importantes cuestiones organizativas antes de la toma de posesión del gabinete. Contaría con una delegación de seis personas, apoyada por un equipo considerable de comisionados de los ministerios, además de expertos. Además, se estableció una oficina de unas 160 personas en Berlín, adscrita al Ministerio de Asuntos Exteriores y dirigida por Johann Heinrich von Bernstorff, que se encargaba de cuestiones de detalle. Esta oficina también sirvió de nexo entre la delegación y el gabinete. 
El gabinete tuvo dificultades para ponerse de acuerdo sobre quiénes ocuparían los puestos. Los miembros de la delegación cambiaron varias veces e incluso la identidad de su líder no se determinó hasta el último momento (tanto Brockdorff-Rantzau como Otto Landsberg figuraban en los borradores). La composición de la delegación provocó una gran discordia entre Erzberger y Brockdorff-Rantzau. 
El 18 de abril, el general francés Alphonse Nudant entregó a la comisión de armisticio alemana la invitación a Versalles. Esto fue una sorpresa para el gabinete, ya que los alemanes solo debían "recibir" el borrador del tratado. El gabinete respondió que enviaría a tres funcionarios, señalando que su tarea sería simplemente transmitir el tratado al gobierno. En respuesta, el general Foch exigió que los alemanes enviaran delegados con la facultad de "negociar la totalidad de las cuestiones relacionadas con la paz". El gabinete nombró entonces a la delegación que llegó a Versalles el 29 de abril: Brockdorff-Rantzau (presidente), Landsberg, Johannes Giesberts, además de Carl Melchior, un banquero, y Robert Leinert, que no pertenecían al gabinete, presidente de la Asamblea Constituyente prusiana y alcalde de Hannover, y Walther Schücking, experto en derecho internacional. 
A pesar de los esfuerzos previos por regular la relación entre el gabinete y la delegación, y de la presencia personal de varios miembros del gabinete en París, existía una desunión significativa entre ambas instituciones. Tres razones principales explicaban esto: en primer lugar, las normas para la delegación preveían negociaciones presenciales; sin embargo, a pesar de que la nota aliada del 20 de abril mencionaba "negociaciones", los representantes de la Entente se negaron a reunirse con los delegados alemanes. Además, los Catorce Puntos que delimitarían la autoridad de la delegación eran bastante generales en muchos aspectos, lo que daba margen para la delegación y para que el gabinete discutiera sobre la jurisdicción. Por último, las diferencias personales entre Erzberger y Brockdorff-Rantzau, así como la hipersensibilidad de este último respecto a las usurpaciones de su autoridad, influyeron. 
La delegación recibió las condiciones aliadas para la paz el 7 de mayo. En lugar de esperar una contrapropuesta alemana exhaustiva, comenzó a enviar a los Aliados numerosas notas sobre puntos concretos, la mayoría de las cuales fueron desautorizadas por el gabinete. Brockdorff-Rantzau se quejó de la interferencia del gabinete, lo que provocó que el gobierno prohibiera el uso de dichas notas el 20 de mayo. La delegación ignoró la orden y, tras las amenazas de dimisión de varios ministros del gabinete, Scheidemann y otros miembros tuvieron que viajar a Spa para reunirse con la delegación y resolver las diferencias. 
Los asuntos que provocaron fricciones entre la delegación y el gabinete fueron la cuestión de si los pagos de reparaciones debían fijarse en términos absolutos y el desarme alemán. Este último provocó un serio enfrentamiento con el ejército. La idea original era proponer un ejército terrestre de 300.000 hombres, que posteriormente se redujo a 200.000 y luego a 100.000. Al igual que con el tema de las reparaciones, el gabinete consideró que, mediante la complacencia en este aspecto, podrían limitar las pérdidas territoriales alemanas. El ejército, en particular el general Hans von Seeckt (comisionado del ministro de Guerra prusiano en la delegación), se opuso vehementemente. El gabinete, en particular Gustav Noske, se mantuvo firme en el asunto. Otras controversias giraron en torno a la cuestión de la responsabilidad de la guerra y a la posibilidad de una intervención de países neutrales en caso de demandas aliadas inaceptables (una idea a la que el ministro de Asuntos Exteriores se opuso vigorosamente), lo que provocó que el ministro colonial Johannes Bell viajara a Versalles el 2 de junio para mediar. 
Al final, resultó que todas las discusiones entre el gabinete y la delegación habían sido inútiles. El 16 de junio, los Aliados presentaron la versión final de sus condiciones de paz. Las exigencias aliadas prácticamente no se habían reducido en ningún aspecto en comparación con el primer borrador del 7 de mayo.  La única excepción fue la aceptación de un plebiscito en la Alta Silesia.  Las negociaciones en Versalles habían sido negociaciones solo nominales. 

## Ultimátum aliado y dimisión del gabinete

### Posición inicial sobre el proyecto de Tratado

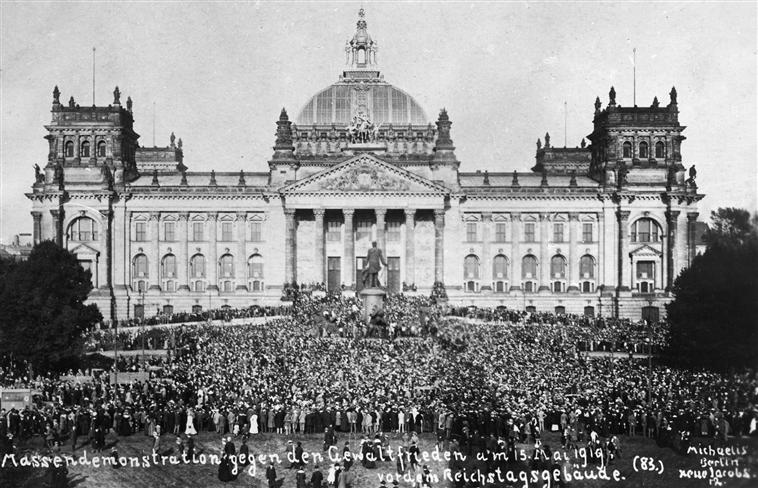
Manifestación masiva contra el Tratado de Paz de Versalles frente al edificio del Reichstag, 15 de mayo de 1919

En mayo, el gabinete decidió abstenerse de emitir una declaración inmediata en respuesta al borrador inicial del Tratado de Paz de los Aliados, con la esperanza de lograr cambios mediante negociaciones. Sin embargo, el propio Scheidemann declaró que el tratado era "intolerable" e "irrealizable". El 12 de mayo, lo calificó de "inaceptable" en la Asamblea Nacional, ante la aclamación de casi todos los partidos. En el gabinete, fueron en particular los representantes del DDP quienes amenazaron con dimitir si no se rechazaba el tratado. Sin embargo, la decisión del gabinete excluía específicamente la aceptación del Tratado únicamente "en su forma actual".  El 3 y el 4 de junio, el gabinete debatió sobre la posibilidad de que los Aliados se negaran a realizar cambios significativos en el tratado. Solo Erzberger, David, Wissell y Noske se mostraron claramente a favor de la firma en ese caso; todos los demás se opusieron (en distintos grados). Incluso en ese momento, Wissell señaló que el gabinete de Scheidemann no podría firmar y que sería necesario establecer un nuevo gobierno. 
Al menos desde finales de mayo, el gabinete había debatido seriamente las consecuencias de una negativa alemana a firmar. En ese caso, el gabinete preveía que las tropas aliadas ocuparían Alemania. No se elaboraron planes de contingencia detallados para tal escenario, a fin de evitar proporcionar munición política al USPD, que había abogado por la firma del tratado. Dado que el Alto Mando (OHL) planeaba trasladar todas las tropas alemanas al este del río Elba en caso de reanudación de las hostilidades, el gabinete estaba preocupado por las acciones de los estados desprotegidos por la estrategia ( Baviera, Hesse, Baden y Wurtemberg ). Temían levantamientos izquierdistas o una paz por separado en estos estados. 

### Reacción al ultimátum aliado del 16 de junio
El 16 de junio, los Aliados dieron a la parte alemana cinco días para aceptar el tratado (posteriormente ampliados a siete días). El gabinete se enfrentó entonces a una difícil disyuntiva entre aceptarlo, rechazarlo o dimitir. Según la evaluación de la delegación de paz, el tratado final no difería significativamente de la versión considerada "inaceptable" en mayo. Sin embargo, en última instancia, la decisión entre aceptarlo o rechazarlo recaía en los partidos mayoritarios y la Asamblea Nacional. Durante los días siguientes, hubo constantes discusiones entre miembros del gabinete, el presidente Ebert, la delegación de paz y representantes de los partidos. 
El orden cronológico es algo incierto, pero se ha reconstruido de la siguiente manera: En la mañana del 18 de junio, la delegación de paz regresó a Weimar. Brockdorff-Rantzau informó al gabinete y presentó la evaluación conjunta de la delegación. Tras los debates en los grupos parlamentarios de los partidos, el gabinete se reunió de nuevo por la tarde. No hubo consenso sobre la firma del tratado. Una votación mostró que el gabinete estaba dividido (7 a 7, según Erzberger; 8 a favor y 6 en contra, según Landsberg). Dado que el gabinete no pudo llegar a una decisión, las partes tuvieron que decidir. 
Una influencia importante fue la posibilidad (o falta de ella) de reanudar las hostilidades contra los Aliados con alguna esperanza de éxito. Ya el 21 de mayo, la OHL había consultado a los comandantes regionales sobre el tema, con una respuesta claramente negativa. En consecuencia, el general Wilhelm Groener se pronunció a favor de la firma del tratado. Se opuso así a la postura del ministro de Guerra prusiano Reinhardt, así como a la de la mayoría de los comandantes del Reichswehr, quienes, en una reunión el 19 de junio, llegaron incluso a amenazar abiertamente con una revuelta contra el gobierno si se firmaba el Tratado.  Paul von Hindenburg, quien nominalmente estaba a cargo de la OHL, cedió ante Groener en el asunto. La postura de la OHL brindó un apoyo significativo, si no decisivo, a quienes favorecían la firma del tratado. 
El 19 de junio, la mayoría de los grupos parlamentarios del SPD y del Partido de Centro expresaron su apoyo a la firma, pero el DDP se opuso. Más tarde ese mismo día, el gabinete se reunió con el Comité de Estados, donde la mayoría de los estados apoyó la aceptación del tratado. La crucial reunión del gabinete tuvo lugar esa misma noche con la participación de representantes de los partidos. El DDP había preparado una propuesta de mediación para presentarla a los Aliados, la cual incluía cambios sustanciales en algunas estipulaciones del tratado. Si los Aliados la aceptaban, el DDP estaba dispuesto a firmarlo. Sin embargo, el gabinete no logró un consenso sobre el tema. Sin una solución a la vista, Scheidemann dio por terminada la reunión alrededor de la medianoche, fue a ver al presidente Ebert y anunció su dimisión, junto con Landsberg y Brockdorff-Rantzau. 
El gabinete permaneció en funciones día y medio más, debido a las dificultades para formar un nuevo gobierno dispuesto a asumir la responsabilidad de firmar el tratado. El DDP insistió en transmitir su propuesta a los Aliados, y estuvo a punto de ser enviada, pero fue vetada por el SPD en el último minuto. Hermann Müller y Eduard David fueron considerados nuevos ministros presidentes. En la mañana del 21 de junio, cuando el DDP finalmente decidió no participar en el nuevo gobierno, Gustav Bauer estaba listo para liderar un gabinete del SPD y el Partido de Centro dispuesto a firmar. El mandato del gabinete Scheidemann finalizó el 20 de junio. La primera reunión del gabinete Bauer tuvo lugar el 21 de junio. 